# Воози
Воози (Воози-Курк, эст. Voosi kurk) — пролив между островом Вормси (эст. Vormsi) и материковой частью Эстонии — полуостровом Ноароотси (эст. Noarootsi poolsaar). Административно находится на территории волостей Вормси и Ноароотси уезда Ляэнемаа. Является одним из двух проливов, соединяющих Вяйнамери с Балтийским морем (другой — Хари-Курк к востоку от Вормси). Площадь пролива составляет 20,63 км² при средней ширине 2,5-3 км и длине около 5 км, глубина его достигает 7 метров. В проливе находится несколько небольших островков, крупнейшим из которых (4,2 га) является Сеасаар (эст. Seasaar).
В проливе отмечена одна из максимальных средних скоростей течения в Балтийском море — 29 см/с при юго-западном ветре, его направление при этом, как и при западном, южном и юго-восточном ветрах — из Балтийского моря. Северо-западный ветер является переходным, при северном, северо-восточном и восточном ветрах направление течения противоположное.
В районе пролива расположено месторождение лечебных грязей слабой минерализации (морские глинистые илы) с мощностью грязевой залежи 0,7-1,2 метра. Воози является частью заповедника Вяйнамери.
Код пролива в экологическом реестре Эстонии — VEE3316000.